# Kenneth Bagshawe
Kenneth Dawson Bagshawe CBE, FRS (17 de agosto de 1925) é um oncologista britânico, professor emérito de oncologia médica no Charing Cross Hospital.
Foi eleito membro da Royal Society em 1989.

## Obras
- Choriocarcinoma: the clinical biology of the trophoblast and its tumours, Edward Arnold, 1969
- (editor) Medical oncology: medical aspects of malignant disease, Blackwell Scientific Publications, 1975, ISBN 978-0-632-09370-0
- (editor) VP-16: recent advances and future prospects Grune & Stratton, 1985